# Erythrolamprus breviceps
Erythrolamprus breviceps — вид змій родини полозових (Colubridae). Мешкає в Південній Америці.

## Поширення і екологія
Erythrolamprus breviceps мешкають в Бразилії, Колумбії, Еквадорі, Перу, Болівії, Венесуелі, Гаяні, Суринамі і Французькій Гвіані. Вони живуть у вологих тропічних лісах Амазонії, на берегах водойм. Живляться дощовими черв'яками, багатоніжками, амфібіями і рибою. Відкладають яйця.